# Thecla ornatrix
Thecla ornatrix är en fjärilsart som beskrevs av Druce 1907. Thecla ornatrix ingår i släktet Thecla och familjen juvelvingar. Inga underarter finns listade i Catalogue of Life.